# Peter W. Edbury
Peter W. Edbury er en britisk korstogshistoriker med speciale i Cypern som korsfarerstat.
Edbury er seniorforsker ved universitetet i Cardiff, Wales, som leder af afdelingen for historie og walisisk historie.
Hans mange bøger og artikler om cypriotisk historie under korstogene, er nogle af de mest grundige publikationer inden for emnet. Edbury har udover sin forskning om Cypern, forsket meget i ærkebiskop Guillaime de Tyrs historie, hvilket har resulteret i to bøger om emnet. Desuden kan Edbury betragtes som en af verdens førende eksperter inden for studiet af korsfarerslægten Ibelin.

## Udvalgt litteratur
- John of Ibelin (2003)
- Kingdoms of the Crusaders (1999)
- The Conquest of Jerusalem and the Third Crusade (1998)
- John of Ibelin and the Kingdom of Jerusalem (1997)
- The Kingdom of Cyprus and the Crusades, 1191-1374 (1993)
- William of Tyre: Historian of the Latin East (1988)